# Jogos Insulares de 2015
Os XVI Jogos Insulares (também conhecido como Jogos insulares NatWest 2015, por motivos de patrocínio) foram realizados em Jersey, nas Ilhas do Canal, entre os dias 27 de junho e 3 de julho de 2015. Esta foi a segunda vez que a ilha sediou os Jogos, a primeira sendo em 1997.
No evento, que durou uma semana, cerca de 3.000 atletas de 24 ilhas competiram em 14 modalidades diferentes. O mascote oficial dos jogos foi um bebê gorila de verdade, que se chama Índigo e vive no Durrell Wildlife Park, um zoológico em Trinity, Jersey.

## Ilhas participantes
24 entidades insulares da IIGA, provenientes da Europa, Atlântico Sul e região do Caribe competiram nestes jogos.
- Åland
- Alderney
- Anglesey
- Bermuda
- Frøya
- Gibraltar
- Gotland
- Groelândia
- Guernsey
- Hitra
- Ilha de Man
- Ilha de Wight
- Ilhas Cayman
- Ilhas Faroé
- Ilhas Malvinas
- Ilhas Ocidentais
- Jersey
- Minorca
- Orkney
- Rhodes
- Saaremaa
- Santa Helena
- Sark
- Shetland

## Esportes
Os Jogos Insulares de 2015 contaram com 14 modalidades diferentes. Os números entre parênteses indicam o número de disputas de medalha em cada esporte.
- Atletismo (40) (detalhes)
- Badminton (6) (detalhes)
- Basquete (2) (detalhes)
- Ciclismo (20) (detalhes)
- Futebol (2) (detalhes)
- Golf (4) (detalhes)
- Natação (43) (detalhes)
- Tênis (7) (detalhes)
- Tênis de mesa (6) (detalhes)
- Tiro com arco (14) (detalhes)
- Tiro Esportivo (69) (detalhes)
- Triatlo (4) (detalhes)
- Vela (5) (detalhes)
- Vôlei
  -  Vôlei (2) (detalhes)
  -  Vôlei de praia (2) (detalhes)
- Windsurf (4) (detalhes)

## Quadro de medalhas[5]
| Pos                 | Equipe              | Ouro | Prata | Bronze | Total |
| 1                   | Jersey              | 50   | 54    | 29     | 133   |
| 2                   | Ilha de Man         | 34   | 27    | 29     | 90    |
| 3                   | Guernsey            | 28   | 25    | 42     | 95    |
| 4                   | Ilhas Faroé         | 18   | 18    | 24     | 60    |
| 5                   | Gotland             | 17   | 8     | 16     | 41    |
| 6                   | Ilhas Cayman        | 14   | 11    | 8      | 33    |
| 7                   | Ilha de Wight       | 10   | 13    | 12     | 35    |
| 8                   | Saaremaa            | 7    | 9     | 4      | 20    |
| 9                   | Ilhas Ocidentais    | 7    | 6     | 5      | 18    |
| 10                  | Shetland            | 6    | 8     | 9      | 23    |
| 11                  | Gibraltar           | 6    | 5     | 6      | 17    |
| 12                  | Bermuda             | 5    | 7     | 4      | 16    |
| 13                  | Anglesey            | 5    | 0     | 3      | 8     |
| 14                  | Åland               | 3    | 9     | 12     | 24    |
| 15                  | Minorca             | 3    | 6     | 6      | 15    |
| 16                  | Hitra               | 2    | 3     | 4      | 9     |
| 17                  | Sark                | 1    | 1     | 2      | 4     |
| 18                  | Rhodes              | 1    | 1     | 0      | 2     |
| 19                  | Groelândia          | 1    | 0     | 0      | 1     |
| 20                  | Orkney              | 0    | 2     | 3      | 5     |
| 20                  | Ilhas Malvinas      | 0    | 2     | 0      | 2     |
| 22                  | Santa Helena        | 0    | 0     | 1      | 1     |
| 23                  | Alderney            | 0    | 0     | 0      | 0     |
| 23                  | Frøya               | 0    | 0     | 0      | 0     |
| Totais (24 Equipes) | Totais (24 Equipes) | 218  | 215   | 219    | 652   |